# Governo Tsipras I
Il Governo Tsipras I (in greco: Κυβέρνηση Αλέξη Τσίπρα, Kibernīsī Alexī Tsipra, governo di Aléxis Tsípras) è stato il governo della Repubblica Ellenica a seguito delle elezioni parlamentari greche del gennaio 2015.
È stato in carica dal 26 gennaio 2015 al 27 agosto 2015, a seguito delle dimissioni di Alexīs Tsipras. Gli è succeduto il governo Thanou-Christophilou.

## Composizione
| Carica o ministero                                            | Titolare | Titolare                              | Titolare                                  | Partito      |
| ------------------------------------------------------------- | -------- | ------------------------------------- | ----------------------------------------- | ------------ |
| Primo ministro                                                |          |                                       | Alexīs Tsipras                            | SYRIZA       |
| Vice Primo ministro                                           |          |                                       | Ioannis Dragasakis                        | SYRIZA       |
| Interno e riorganizzazione amministrativa                     |          |                                       | Nikos Voutsis                             | SYRIZA       |
| Economia, infrastrutture, marina e turismo                    |          |                                       | Giōrgos Stathakīs                         | SYRIZA       |
| Difesa nazionale                                              |          |                                       | Pános Kamménos                            | ANEL         |
| Cultura, istruzione e affari religiosi                        |          |                                       | Aristeidis Baltas                         | SYRIZA       |
| Ricostruzione produttiva, ambiente ed energia                 |          |                                       | Panagiotis Lafazanis (fino al 17/07/2015) | SYRIZA       |
| Ricostruzione produttiva, ambiente ed energia                 |          | Panos Skourletis (dal 17/07/2015)     |                                           | SYRIZA       |
| Giustizia, trasparenza e diritti umani                        |          |                                       | Nikos Paraskevopoulos                     | Indipendente |
| Affari esteri                                                 |          |                                       | Níkos Kotziás                             | Indipendente |
| Finanze                                                       |          |                                       | Gianīs Varoufakīs(fino al 06/07/2015)     | SYRIZA       |
| Finanze                                                       |          | Eukleidīs Tsakalōtos(dal 06/07/2015)  |                                           | SYRIZA       |
| Lavoro e solidarietà sociale                                  |          |                                       | Panos Skourletis (fino al 17/07/2015)     | SYRIZA       |
| Lavoro e solidarietà sociale                                  |          | Georgios Katrougkalos(dal 17/07/2015) |                                           | SYRIZA       |
| Sanità e sicurezza sociale                                    |          |                                       | Panayotis Kouroumblis                     | SYRIZA       |
| Ministro di Stato                                             |          |                                       | Nikos Pappas                              | SYRIZA       |
| Ministro di Stato per il coordinamento dell'azione di governo |          |                                       | Alekos Flambouraris                       | SYRIZA       |
| Ministro di Stato per la lotta alla corruzione                |          |                                       | Panagiotis Nikoloudis                     | SYRIZA       |

## Situazione Parlamentare
| Camera              | Collocazione | Partiti                                       | Seggi     |
| ------------------- | ------------ | --------------------------------------------- | --------- |
| Parlamento ellenico | Maggioranza  | SYRIZA (149), GI (13)                         | 162 / 300 |
| Parlamento ellenico | Opposizione  | ND (76), AD (17), TP (17), KKP (15), MSP (13) | 138 / 300 |